# Curimopsis teuriensis
Curimopsis teuriensis is een keversoort uit de familie pilkevers (Byrrhidae). De wetenschappelijke naam van de soort is voor het eerst geldig gepubliceerd in 2004 door Puetz.